# Шевцов, Иван Семёнович
Иван Семёнович Шевцов (15 января 1931, Красносёловка, Центрально-Чернозёмная область — 17 февраля 2004, Санкт-Петербург) — советский хозяйственный, государственный и политический деятель. Герой Социалистического Труда, лауреат Государственной премии СССР.

## Биография
Родился в 1931 году в селе Красносёловка. Член КПСС.
С 1949 года — на хозяйственной, общественной и политической работе. В 1949—1987 гг. — каменщик на стройках Ленинграда, бригадир коллектива коммунистического труда — комплексной бригады каменщиков треста № 20 Главленинградстроя Ленинградского городского Совета депутатов трудящихся, продолжатель почина московского строителя Н. А. Злобина, мастер-наставник треста № 20 Главленинградстроя.
Указом Президиума Верховного Совета СССР от 31 декабря 1973 года присвоено звание Героя Социалистического Труда с вручением ордена Ленина и золотой медали «Серп и Молот».
За внедрение эффективных форм хозяйствования был в составе коллектива удостоен Государственной премии СССР за выдающиеся достижения в труде 1975 года.
Избирался депутатом Верховного Совета РСФСР 9-го созыва.
Умер в Санкт-Петербурге в 2004 году.